# Loi d'Ørsted

Lignes de champ magnétique autour d'un élément de longueur d'un fil parcouru par un courant électrique.

En physique et en génie électrique, la loi d'Ørsted décrit le fait qu'un circuit parcouru par un courant électrique constant crée un champ magnétique dans son voisinage. Ce phénomène a été découvert le 21 avril 1820, par le physicien danois Hans Christian Ørsted (1777-1851),, quand il a remarqué que l'aiguille d'une boussole à côté d'un fil parcouru par un courant subissait un moment tendant à la tourner de sorte que l'aiguille soit perpendiculaire au fil. Après investigation du phénomène, Ørsted détermina la loi mathématique qui régit ce moment, qui est maintenant appelée loi d'Ørsted. Cette découverte d'Ørsted a été le premier lien identifié entre l'électricité et le magnétisme, et est la première des deux lois qui lient ces deux phénomènes ; l'autre étant la loi de Faraday de l'induction. La formulation moderne de ces deux lois se traduit à présent par les équations qui régissent l'électromagnétisme, les équations de Maxwell.

## Règles d'Ørsted
Ørsted constata que, pour un fil conducteur rectiligne porteur d'un courant électrique constant :
- les lignes de champ magnétique s'enroulent autour du fil conducteur ;
- les lignes de champ magnétique se situent dans un plan perpendiculaire au fil ;
- si le sens du courant est inversé, la direction de la force magnétique s'inverse ;
- l'intensité du champ magnétique est directement proportionnelle à l'amplitude du courant ;
- l'intensité du champ magnétique est en tout point inversement proportionnelle au carré de la distance de ce point par rapport au fil.

D'après la loi d'Ørsted, la contribution dB au champ magnétique du point {\displaystyle P} d'un élément infinitésimal dl, situé au point {\displaystyle Q} et parcouru par le courant I, est :
{\displaystyle {\rm {d{\vec {B}}_{(P)}={\frac {\mu _{0}}{4\pi }}I\;{\rm {d{\vec {l}}\wedge \left({\frac {\overrightarrow {QP}}{|{\overrightarrow {QP}}|^{3}}}\right)}}}}}

## Direction du champ magnétique

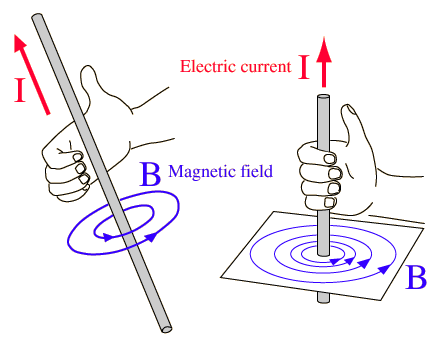
Utilisation de la règle de la main droite pour retrouver la direction du champ magnétique.

La direction du champ magnétique en un point, représentée par la direction des flèches sur les lignes de champ magnétique, qui est la direction vers laquelle pointe le "pôle Nord" de l'aiguille d'une boussole, peut être trouvée en fonction du sens du courant par la règle de la main droite. Si la main droite est enroulée autour du fil, de sorte que le pouce pointe dans le sens du courant (suivant la conventionnelle actuelle, dans le sens du flux de charge positive), les doigts s'enroulent autour du fil dans la direction du champ magnétique.

## Forme vectorielle de la loi
Les règles ci-dessus peut être généralisée pour donner à la loi d'Ørsted une forme vectorielle plus moderne. Cette forme moderne part non pas d'un élément de circuit, mais d'une courbe C fermée quelconque :
L'intégrale curviligne du champ magnétique {\displaystyle {\vec {B}}} autour d'une courbe fermée quelconque {\displaystyle C} est proportionnelle à l'intensité totale {\displaystyle I} de tous les courants électriques passant à travers la surface délimitée par cette courbe :
{\displaystyle \oint _{C}{\overrightarrow {B}}\cdot {\overrightarrow {\mathrm {d} \ell }}=\mu _{0}I\,}
où {\displaystyle \mu _{0}} = 4π × 10−7 V s A−1 m−1 est la constante magnétique, et la direction d'intégration le long de {\displaystyle C} est liée à la direction du courant, par la règle de la main droite. La loi peut également être exprimée en fonction de la densité de courant {\displaystyle J} à travers la surface {\displaystyle S} au lieu du courant total {\displaystyle I}, sous la forme suivante :
{\displaystyle \oint _{C}{\overrightarrow {B}}\cdot {\overrightarrow {\mathrm {d} \ell }}=\mu _{0}\iint _{S}{\overrightarrow {J}}\cdot {\overrightarrow {\mathrm {d} S}}}
où {\displaystyle S\,} est une surface quelconque s'appuyant sur {\displaystyle C\,}.
La loi d'Ørsted ne concerne que des conducteurs parcourus par des courants continus, ne variant pas dans le temps. Par conséquent, cette loi ne peut être directement appliquée qu'à des circuits électriques sans composants actifs, n'ayant donc pas de condensateurs ou d'inductances en train d'évoluer.
On peut montrer que cette loi ne couvre pas le cas des courants variables en examinant le cas d'une batterie mettant en charge un condensateur à travers une résistance. Il peut être vérifié expérimentalement que le courant dans ce circuit crée un champ magnétique, et pourtant, toute courbe fermée encerclant le fil conducteur peut être prolongée par une surface s'appuyant sur cette courbe et passant entre les plaques du condensateur, au travers duquel aucun courant passe, et pour laquelle, donc, l'équation ci-dessus donnerait théoriquement un champ magnétique nul.
La loi d'Ørsted a été modifiée par Maxwell pour couvrir le cas des courants variables dans le temps, par l'ajout d'un terme source appelée courant de déplacement, ce qui donne le théorème d'Ampère.